# Camposanto del Oro
Camposanto del Oro är en ort i Mexiko.   Den ligger i kommunen Zimapán och delstaten Hidalgo, i den sydöstra delen av landet, 160 km norr om huvudstaden Mexico City. Camposanto del Oro ligger 2 571 meter över havet och antalet invånare är 283.
Terrängen runt Camposanto del Oro är bergig österut, men västerut är den kuperad. Camposanto del Oro ligger uppe på en höjd. Runt Camposanto del Oro är det ganska glesbefolkat, med 40 invånare per kvadratkilometer. Närmaste större samhälle är Zimapan, 19,9 km sydväst om Camposanto del Oro. I omgivningarna runt Camposanto del Oro växer huvudsakligen savannskog.